# 함태중학교
함태중학교(咸太中學校)는 대한민국 강원특별자치도 태백시 황지동에 있는 공립 중학교이다.

## 학교 연혁
- 1986년 11월 27일 : 함태중학교 설립인가
- 1987년 3월 3일 : 제1회 입학식(5학급)
- 1987년 5월 6일 : 개교식
- 1990년 3월 1일 : 학급 증설(18학급)
- 2019년 3월 1일 : 학급 감축(9학급)
- 2025년 1월 2일 : 제36회 졸업식 65명 졸업(졸업생 4,737명)
- 2025년 3월 1일 : 제19대 방용남 교장 취임

## 참고 자료
- 함태중학교 - 한국교육학술정보원 학교알리미